# Aeletes kaalae
Aeletes kaalae är en skalbaggsart som beskrevs av Yélamos 1998. Aeletes kaalae ingår i släktet Aeletes och familjen stumpbaggar. Inga underarter finns listade i Catalogue of Life.